# Ecitonides volans
Ecitonides volans – gatunek chrząszcza z rodziny kusakowatych i podrodziny żarlinków (Paederinae).
Gatunek ten opisany został w 2012 roku przez Volkera Assinga na podstawie pojedynczego samca, odłowionego w 2009 roku do światła.
Chrząszcz o ciele długości 5,9 mm. Głowę ma dwukrotnie dłuższą niż szerszą, jasnoszarawą z jasnorudymi czułkami, gęsto pokrytą ułożonymi w dość regularne linie guzkami. Dobrze rozwinięte oczy są w widoku bocznym nieco nerkowate. Część zaoczna głowy jest trzykrotnie dłuższa od oczu. Czułki są znacznie dłuższe od głowy i człony od trzeciego do dziesiątego mają smukłe. Przedplecze jest ubarwione jasnoszaro, 1,4 raza dłuższe niż szerokie, najszersze w okolicy środka, ku przodowi mocniej niż ku tyłowi zwężone, pokryte dużymi guzkami ustawionymi w rządki. Pokrywy są jasnoszare, trapezowate, u szczytów rozbieżne, z pięcioma rządkami widocznych od góry guzków każda. Skrzydła tylne są w pełni wykształcone. Barwa odnóży jest jasnoruda. Klinowaty odwłok ma barwę jasnorudą z nieco ciemniejszymi segmentami od szóstego do ósmego i kępkami długich szczecin czarnego koloru na segmencie dziewiątym i dziesiątym. Tergity od trzeciego do piątego pokryte są różnej wielkości guzkami, tergity szósty i siódmy łuskami, a tergit ósmy porastają złote włoski. Samiec ma ósmy sternit dość szeroko i niezbyt głęboko wykrojony z tyłu, a aparat kopulacyjny pozbawiony paramer, o edeagusie długości 0,7 mm i z dwiema długimi strukturami zesklerotyzowanymi u szczytu woreczka wewnętrznego.
Owad neotropikalny, endemiczny dla Peru, znany wyłącznie z lokalizacji typowej, położonej w prowincji Huánuco u zbiegu rzek Llullapichis i Pachitea. Jedyny znany z Peru przedstawiciel rodzaju.